# بی‌اف‌آر (راکت)
بی‌اف‌آر  (BFR) توسط اسپیس اکس سرمایه‌گذاریشده و نسل بعدی فضاپیماها است که توسط ایلان ماسک در سپتامبر ۲۰۱۷رو اعلان شد. این وسیله شامل قابلیت استفاده مجدد برای انتقال و فضاپیمایی می‌باشد که توسط اسپیس اکس توسعه یافته و تا اوایل سال ۲۰۲۰ جایگزین همه سخت‌افزارهای شرکت می‌شود، زیرساخت‌های زمین برای راه اندازی سریع و سیستم راه اندازی مجدد و مخزن سوخت باید گسترش یابد. وسیله نقلیه جدید بسیار بزرگ‌تر از ناوگان موجود اسپیس اکس است.
بی‌اف‌آر  برای جایگزینی شاهین 9 و فالکون هوی و همچنین برای فضاپیمای دراگون برنامه‌ریزی شده‌است، در ابتدا با هدف قرارگیری در مدار زمین است اما به صراحت قابلیت پرواز قابل توجهی دارد و می‌تواند برای پروازهای طولانی مدت در فضا و مأموریت‌های کاوش در مریخ آماده شود. اسپیس اکس قصد دارد برای صرفه جویی در هزینه‌ها و سیستم BFR را طراحی و توسعه دهد.
شرکت اسپیس اکس در ابتدا یک طراحی بزرگ به نام ITS launch vehicle معرفی کرد که در سپتامبر ۲۰۱۶ به عنوان بخشی از دیدگاه ایلان ماسک برای حمل و نقل به مریخ و فضا ارائه شد.